# Taisto Mäki
Taisto Armas Mäki (2. prosince 1910 Vantaa – 1. května 1979 Helsinki) byl finský běžec na dlouhé tratě a je řazen mezi tzv. Létající Finy. Stejně jako jeho trenér a blízký přítel Paavo Nurmi i Mäki vytvořil světové rekordy v bězích na 2 míle, 5000 m a 10 000 m, které držel mezi léty 1939 a 1942. Mäki se stal prvním člověkem na světě, který zaběhl 10 000m trať pod 30 minut. Tuto hranici překonal 17. září 1939 v čase 29:52,6 s, kterým překonal svůj předchozí platný rekord na této distanci.

## Sportovní kariéra
Taisto Mäki se narodil 2. prosince 1910 v Rekole, která je součástí obce a zároveň města Vantaa v jižním Finsku poblíž Helsinek. Pracoval jako pastevec, díky čemuž si vysloužil přezdívku „Rekolan Paimenpoika“ („Pastýř z Rekoly“). I přesto, že finští běžci v celém světě dominovali v běhu na dlouhé tratě, tak Mäki nebyl do roku 1938 na běžecké scéně příliš známý. Pozornosti se dočkal až na Mistrovství Evropy v atletice 1938 v Paříži, ve kterém v běhu na 5000 m předběhl Švéda Henryho Jonssona a svého krajana Kauka Pekuriho, načež zvítězil v čase 14:26,8 s. O necelé čtyři týdny později 29. září 1938 překonal světový rekord v běhu na 10 000 m, který do té doby držel Ilmari Salminen, a v novém čase 30:02,0 s jej zlepšil o více než tři vteřiny. Tento světový rekord byl dosud prvním, který Mäki ve své závodní kariéře kdy vytvořil a v průběhu léta roku 1938 se mu nadále podařilo vytvořit dalších pět světových rekordů. Mäki 7. července 1938 na Olympijském stadionu v Helsinkách vytvořil světový rekord v běhu na dvě míle v čase 8:53,2 s, kterým o necelé tři vteřiny snížil dosavadní rekord vytvořený maďarským běžcem Miklósem Szabóem. O devět dní později opět na Helsinském Olympijském stadionu Mäki vytvořil světový rekord v běhu na 5000 m v čase 14:08,8 s a překonal tak předchozí rekord Fina Laurina Lehtinena. Vyvrcholením těchto jeho úspěchů bylo vytvoření nového světového rekordu a zároveň prolomení 30minutové hranice v běhu na 10 000 m, což učinil 17. září 1938, když časem 29:52,6 s překonal svůj dosavadní rekord o téměř deset vteřin.

## Druhá světová válka a turné po Spojených státech amerických
30. listopadu roku 1939 mezi Finskem a Sovětským svazem vypukl konflikt známý jako Zimní válka, načež musel být Mäki ale i další finští atleti jako například Gunnar Höckert nebo Lauri Lehtinen (taktéž patřící mezi Létající Finy) mobilizováni do boje. Nejprve byl Mäki poslán na frontu na Karelskou šíji, avšak v únoru roku 1940 byl společně s Paavem Nurmim vyslán do Spojených států amerických, kde měli společně získávat peníze pro Finský fond podpory, jehož účelem bylo finančně podporovat Finsko během Zimní války. Během tohoto dvouměsíčního turné Nurmi a Mäki závodili s americkými pečlivě vybranými běžci, přičemž vrcholem tohoto turné bylo vystoupení na Madison Square Garden před publikem čítajícím 14 000 diváků. Avšak Mäkiho výkony byly během tohoto turné velice hluboko pod jeho standardní úroveň, což se stalo předmětem zájmu a vedlo to k různým debatám. Mäkiho závodní kariéru ukončila druhá světová válka, která taktéž vedla ke zrušení Letních olympijských her 1940 v Helsinkách, a zničila tak Mäkiho naděje na to, že by mohl reprezentovat svoji zemi na olympijských hrách.